# Обнасон
Обнасон (фр. Aubenasson) насеље је и општина у источној Француској у региону Рона-Алпи, у департману Дром која припада префектури Ди.
По подацима из 2011. године у општини је живело 67 становника, а густина насељености је износила 10,01 становника/km². Општина се простире на површини од 6,69 km². Налази се на средњој надморској висини од 226 метара (максималној 1.127 m, а минималној 224 m).

## Демографија
| 1962. | 1968. | 1975. | 1982. | 1990. | 1999. | 2011. |
| ----- | ----- | ----- | ----- | ----- | ----- | ----- |
| 42    | 53    | 46    | 38    | 28    | 30    | 67    |

График промене броја становника у току последњих година